# Servilly
Servilly är en kommun i departementet Allier i regionen Auvergne-Rhône-Alpes i de centrala delarna av Frankrike. Kommunen ligger  i kantonen Lapalisse som ligger i arrondissementet Vichy. År 2022 hade Servilly 273 invånare.

## Befolkningsutveckling
Antalet invånare i kommunen Servilly
Referens: INSEE